# Crooner

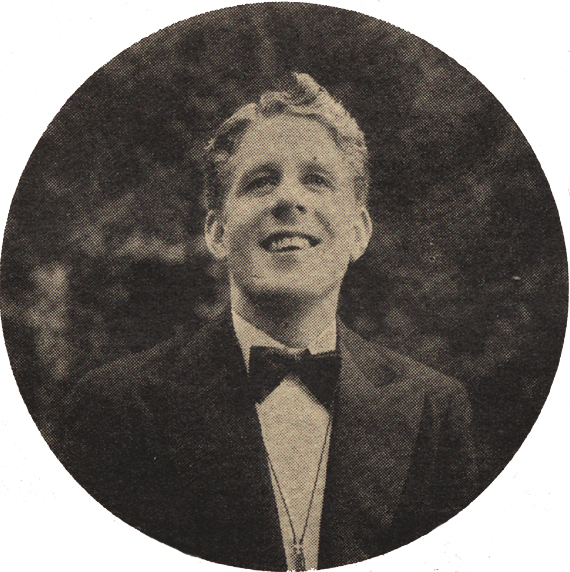
Rudy Vallée, en av det sena 1920-talets och tidiga 1930-talets populärare crooners. Foto från skivomslag 1932.

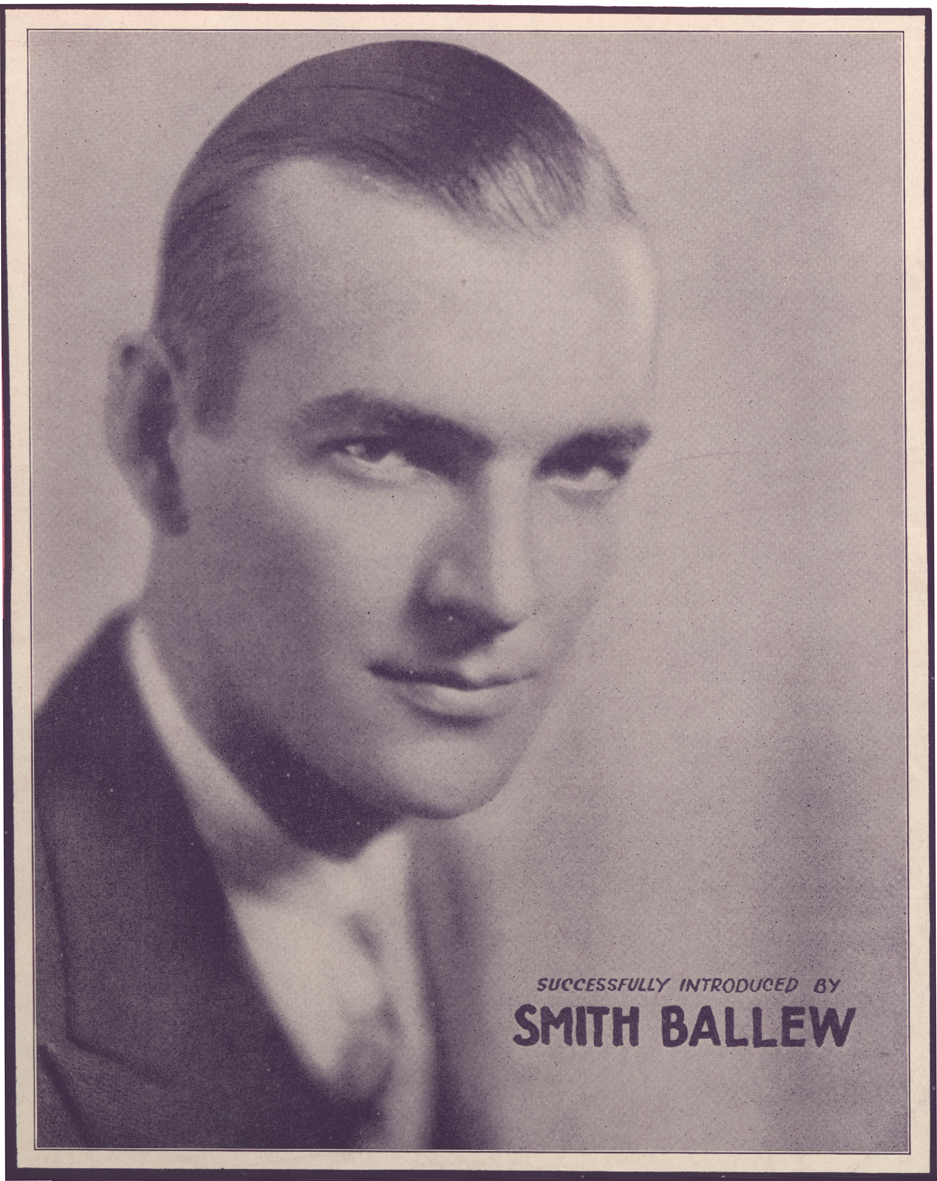
Smith Ballew, en annan populär crooner. Foto från skivomslag 1931.

En crooner eller smörsångare är en utövare av en sångstil inom främst jazz- och populärmusik, crooning (av engelska = mjuk och svag sång, nynnande). Crooning möjliggjordes och blev populär genom den elektriska mikrofonens införande under 1920-talets senare hälft. Mikrofonen gjorde det möjligt att sjunga svagare och mjukare än tidigare och ändå höras såväl inför publik som på skivinspelningar.
Många artister har gjort anspråk på att ha varit den första croonern. Till pionjärerna inom stilen hör Gene Austin, "Whispering" Jack Smith, Rudy Vallée, Smith Ballew och Bing Crosby som var världens mest kände exponent för stilen fram till Frank Sinatras genombrott. Själv brukade Crosby dock självironiskt i stället för crooner kalla sig för "the old groaner" (den gamle stönaren). Några andra, mer sentida, kända crooners är Julio Iglesias,  Paddy McAloon, Michael Bublé och Perry Como.
I Sverige betecknades Olle Thalén på 1930-talet som "vår förste sångare av crooner-typ". Nutida svenska crooners är bland annat Peter LeMarc, Jonathan Johansson samt Andreas Weise.